# 塞久
塞久（法語：Sédhiou；沃洛夫語：Seéju）是非洲國家塞內加爾西南部的城鎮，由塞久區負責管轄，位於卡薩芒斯河的右岸，距離首都達喀爾342公里，海拔高度33米，該鎮缺乏基礎設施，2013年人口24,213。

## 友好城市
- 法國 莱叙利斯

## 外部連結
- （法文） City web site
- （法文） Présentation of Sédhiou on Les Ulis official web site （页面存档备份，存于）

12°42′N 15°33′W / 12.700°N 15.550°W